# Andrew Young (ski de fond)
Pour les articles homonymes, voir Young.
Ne doit pas être confondu avec Andrew Young.
Andrew « Andy » Young, né le 12 février 1992 à Huntly, est un fondeur britannique, spécialiste du sprint. Il est le premier de son pays à monter sur un podium en Coupe du monde de ski de fond.

## Biographie
Membre du club de ski d'Huntly, il fait ses débuts en Coupe du monde en décembre 2008 à Davos, devenant à cette occasion le plus jeune fondeur de l'histoire à participer à une épreuve de Coupe du monde. Il marque ses premiers points cinq ans plus tard dans la même localité dans un sprint (29e). Il connaît aussi sa première sélection majeure aux Championnats du monde 2009 à Liberec. Le skieur déménage en 2010 à Trondheim, en Norvège, où il s'entraîne l'hiver.
Young représente le Royaume-Uni aux Jeux olympiques d'hiver de 2010, à Vancouver, alors âgé de dix-huit ans. Il prend part aux Jeux olympiques de Sotchi quatre ans plus tard, où il est 37e du quinze kilomètres classique et 42e du sprint libre, mais a du déclarer forfait sur le sprint par équipes en raison d'une tachycardie, condition qui le gène dans sa progression. En 2014-2015, il est notamment vingtième du sprint à Davos et se classe douzième en sprint aux Championnats du monde des moins de 23 ans.
Lors de la Coupe du monde 2015-2016, il termine pour la première fois dans le top 10 d'une épreuve en se classant neuvième du sprint de Davos. Une semaine plus tard, il arrive troisième du sprint libre de Toblach derrière Federico Pellegrino et Simeon Hamilton, apportant au Royaume-Uni son tout premier podium en Coupe du monde de ski de fond. En 2016-2017, il marque ses premiers points lors d'une épreuve de distance en Coupe du monde, à l'occasion des Finales à Québec. Au même endroit, il réalise le troisième temps de la poursuite sur quinze kilomètres libre en 2019.
Aux Championnats du monde 2017, à Lahti, il se classe 21e du sprint libre, soit son meilleur résultat individuel en grand championnat. Deux ans plus tard, lors des Championnats du monde à Seefeld, il prend la 22e place sur la même épreuve.
En 2018, il prend part à ses troisièmes jeux olympiques à Pyeongchang, il est 43e du sprint classique, 54e du quinze kilomètres libre et douzième du sprint par équipes avec Andrew Musgrave.
Lors de la saison 2020-2021, après une 14e place sur le Nordic Opening, il revient sur le podium en sprint à Davos (3e) et à Dresde (2e derrière Pellegrino, malgré un bâton cassé), à chaque fois en style libre. Lors de la manche de Falun, il percute une pancarte publicitaire lourdement et doit se reposer une semaine. N'ayant subit qu'une légère blessure, il arrive à concourir aux Championnats du monde à Oberstdorf, terminant 45e du quinze kilomètres libre et treizième du sprint par équipes.
Son père Roy, ancien joueur de rugby à XV, entraîne l'équipe britannique de ski de fond.

## Palmarès

### Jeux olympiques
| Épreuve / Édition   | Sprint                           | Sprint                           | 15 km                            | 15 km                            | Poursuite / Skiathlon 2 × 15 km | 50 km | Relais | Relais    |
| Épreuve / Édition   | libre                            | classique                        | libre                            | classique                        | Poursuite / Skiathlon 2 × 15 km | 50 km | Sprint | 4 × 10 km |
| JO 2010 Vancouver   | Épreuve inexistante à cette date | 60e                              | 74e                              | Épreuve inexistante à cette date | —                               | —     | —      | —         |
| JO 2014 Sotchi      | 42e                              | Épreuve inexistante à cette date | Épreuve inexistante à cette date | 37e                              | —                               | —     | —      | —         |
| JO 2018 Pyeongchang | Épreuve inexistante à cette date | 43e                              | 54e                              | Épreuve inexistante à cette date | —                               | —     | 12e    | —         |

Légende :
- : pas d'épreuve
- — : Non disputée par Andrew Young

### Championnats du monde
| Épreuve / Édition           | Sprint                           | Sprint                           | 15 km                            | 15 km                            | Skiathlon 2 × 15 km | 50 km | Relais | Relais    |
| Épreuve / Édition           | libre                            | classique                        | libre                            | classique                        | Skiathlon 2 × 15 km | 50 km | Sprint | 4 × 10 km |
| Mondiaux 2009 Liberec       | 98e                              | Épreuve inexistante à cette date | Épreuve inexistante à cette date | —                                | —                   | —     | —      | 14e       |
| Mondiaux 2011 Oslo          | 61e                              | Épreuve inexistante à cette date | Épreuve inexistante à cette date | Abandon                          | —                   | —     | —      | 15e       |
| Mondiaux 2013 val di Fiemme | Épreuve inexistante à cette date | 45e                              | 53e                              | Épreuve inexistante à cette date | 55e                 | 54e   | —      | —         |
| Mondiaux 2015 Falun         | Épreuve inexistante à cette date | 40e                              | —                                | Épreuve inexistante à cette date | —                   | —     | —      | —         |
| Mondiaux 2017 Lahti         | 21e                              | Épreuve inexistante à cette date | Épreuve inexistante à cette date | 44e                              | Abandon             | —     | —      | —         |
| Mondiaux 2019 Seefeld       | 22e                              | Épreuve inexistante à cette date | Épreuve inexistante à cette date | 36e                              | —                   | 38e   | 12e    | -         |
| Mondiaux 2021 Oberstdorf    | Épreuve inexistante à cette date | -                                | 45e                              | Épreuve inexistante à cette date | —                   | -     | 13e    | -         |

Légende :
- : pas d'épreuve
- — : Non disputée par Andrew Young

### Coupe du monde
- Meilleur classement général : 25e en 2021.
- 3 podiums individuels : 3 troisièmes places.

#### Courses par étapes
- Finales : 1 podium d'étape.

#### Classements en Coupe du monde
| Année     | Classement général final | Classement distance | Classement sprint |
| 2013-2014 | 140e                     |                     | 86e               |
| 2014-2015 | 110e                     |                     | 56e               |
| 2015-2016 | 46e                      |                     | 17e               |
| 2016-2017 | 53e                      | 81e                 | 25e               |
| 2017-2018 | 74e                      |                     | 33e               |
| 2018-2019 | 51e                      | 52e                 | 29e               |
| 2019-2020 | 43e                      | 37e                 | 28e               |
| 2020-2021 | 25e                      | 33e                 | 7e                |